# Букетов Андрій Вікторович
Андрій Вікторович Букетов (нар. 2 жовтня 1973, с. Тютьків) — український вчений у галузі матеріалознавства і технології полімерних композиційних матеріалів. Доктор технічних наук (2007). Заслужений винахідник Тернопільської області (2006).

## Життєпис
Народився в селі Тютьків  нині Тернопільського району Тернопільської області, Україна.
Закінчив Тернопільський педагогічний інститут (1995, нині національний педагогічний університет). Працював учителем трудового навчання у Йосипівській загальноосвітній школі (1995, Тернопільського району).
Від 2001 — асистент, старший викладач, доцент, професор (2008) кафедри комп'ютерно-інтегрованих технологій Тернопільського національного технічного університету.
З 2012 — Лауреат Премії Кабінету Міністрів України за особливі досягнення молоді в розвитку України (2008), стипендіат Кабінету Міністрів України для молодих вчених (2005—2007), У 2013 — обраний академіком підйомно-транспортної Академії наук України.
2019 р. — Лауреат Державної премії України в галузі науки і техніки 2019 року (УКАЗ ПРЕЗИДЕНТА УКРАЇНИ №4/2020)

## Доробок
За результатами наукових досліджень опубліковано більше, ніж 450 наукових праць, у тому числі 12 монографій, три навчальних посібники з грифом МОН, 200 статей у закордонних і вітчизняних фахових журналах (41 входять у базу даних Scopus), 132 патенти України. 
Під науковим керівництвом Букетова А.В. захищено 11 кандидатів технічних наук та 1 доктор технічних наук. 

## Відзнаки
- Заслужений діяч науки і техніки України (2019)[3].